# جون فان بلوم
جون فـان بلوم (بالإنجليزية: John van Blom)‏ هو مجدف أمريكي، ولد في 1 ديسمبر 1947 في لونغ بيتش في الولايات المتحدة.

## وصلات خارجية
- جون فـان بلوم على موقع الاتحاد الدولي للتجديف (الإنجليزية)
- جون فـان بلوم على موقع اللجنة الأولمبية الدولية (الإنجليزية)
- جون فـان بلوم على موقع أوليمبيديا (الإنجليزية)